# Lethus
Lethus is een geslacht van rechtvleugeligen uit de familie Episactidae. De wetenschappelijke naam van dit geslacht is voor het eerst geldig gepubliceerd in 1934 door Rehn & Rehn.

## Soorten
Het geslacht Lethus omvat de volgende soorten:
- Lethus carbonarius Descamps, 1974
- Lethus maya Rehn & Rehn, 1934
- Lethus nicaraguae Descamps, 1974
- Lethus oresterus Rehn & Rehn, 1934